# Бинтуронг
Бинтуронгът (Arctictis binturong) е вид бозайник от семейство Виверови (Viverridae). Видът е световно застрашен, със статут Уязвим.

## Разпространение
Разпространен е в Бангладеш, Бруней, Бутан, Виетнам, Индия, Индонезия (Калимантан, Суматра и Ява), Камбоджа, Китай, Лаос, Малайзия (Западна Малайзия, Сабах и Саравак), Мианмар, Непал, Тайланд и Филипини.

## Описание
На дължина достигат до 78,5 cm, а теглото им е около 13 kg. Имат телесна температура около 36,7 °C.
Продължителността им на живот е около 27 години. Популацията на вида е намаляваща.